# 高教会派

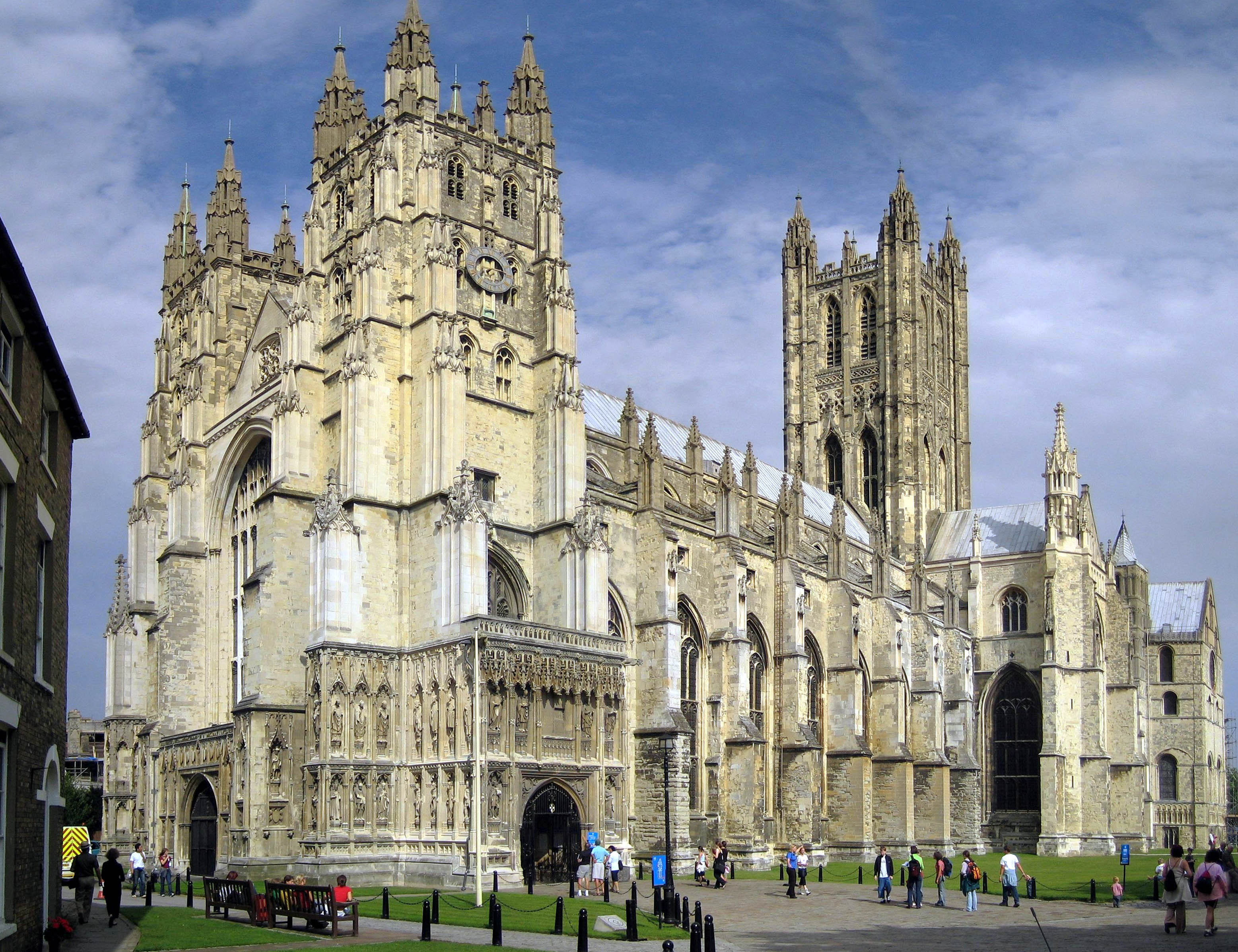
イギリス国教会のカンタベリー大聖堂

高教会派（こうきょうかいは、英語: High church）またはハイチャーチとは、教会論や典礼や神学において形式を重んじて、「近代化」に反対する信仰とその実施を指す。さまざまな教派について使われる言葉だが、もともと聖公会（イギリス国教会）で使われ始めた言葉なので、そこで使われることが多く、一般人にはカトリック教会に関連した儀式を使っていると感じられる。
高教会派の反対は低教会派またはロウチャーチ（Low church）である。現代のメディアは低教会派を「福音主義的」、高教派を「アングロ・カトリック的」と結びつけるが、必ずしも同等ではない。高教会派も低教会派も、こうした正式な組織がある訳ではなく、また自由神学的なリベラル教会派（ブロードチャーチ Broad church）という分類もある。
聖公会以外では、ルーテル教会、長老教会、メソジスト教会などにもまた、高教派は存在する。

## 伝統的に高教会派の教会
- All Saints Church (英国・ロンドン)
- Church of St Barnabas (英国・ロンドン)
- St George's Church (英国ベルファスト)
- St Bartholomew's Church (アイルランド・ダブリン)
- Saint Clement's Church (米国フィラデルフィア)
- Church of the Incarnation (米国ダラス)
- St James' Church (オーストラリア・シドニー)

など